# OVRA
| «                  | A l'Exèrcit hi havia una arma que tenia sobretot un caràcter exclusivament dinàstic: l'arma dels carrabiners. Aquesta va ser l'arma del Rei. També aquí el feixisme va intentar organitzar una policia que donés garanties des del punt de vista polític i hi va afegir una organització secreta: l'OVRA. | » |
| — Benito Mussolini | |   |

L'OVRA (acrònim de «Opera Volontaria di Repressione Antifascista», «Organizzazione di Vigilanza e Repressione dell’Antifascismo», «Organo di Vigilanza dei Reati Antistatali») va ser la policia secreta de la Itàlia feixista entre1927 i 1943 i a la República Social Italiana entre 1943 i 1945. El terme OVRA s'utilitza habitualment per referir-se, de manera més genèrica, a la policia política feixista activa fins i tot abans, en particular després de la promulgació de les lleis fascistíssimes el 1926.
La tasca de l'OVRA era la supervisió i repressió de les organitzacions subversives, que conspiraven contra l'Estat. Va ser la «segona» policia política feixista després de l'anomenada «Čeka», que Mussolini havia creat inspirant-se en la policia secreta soviètica; recomposta i reforçada a finals de 1926 pel cap de policia Arturo Bocchini.

## Història

### Creació
La primera unitat policial que després es coneixeria com a OVRA es va establir a Milà l'any 1927 amb el nom d'Ispettorato Speciale di Polizia (Inspecció Especial de Policia). El nou organisme amb totes les característiques de camuflatge pròpies d'un organisme secret, tant pel que fa a la seu com a les persones que hi treballaven, s'amagava sota el nom de Societat Anònima Vinícula Meridional. La direcció d'aquest primer nucli va ser encarregada a l'inspector Francesco Nudi i s'hi van unir els funcionaris i agents més hàbils. Un any després va seguir una nova Inspecció amb seu a Bolonya, confiada a Giuseppe D'Andrea. La tasca de les inspeccions era treballar al costat i coordinar-se amb la prefectura policial, evitant la superposició amb elles. Durant tres anys les dues inspeccions van treballar en silenci obtenint resultats importants però no impactants com la detenció del comunista suís Karl Hofmeyer, el 1928 de l'antifeixista Giobbe Giopp que després va ser reclutat a les files de l'OVRA, i el reclutament per part de l'escriptor de Torí Dino Segre el 1930. El 14 d'abril de 1929, Sandro Pertini va ser detingut a Pisa, que havia tornat a Itàlia per conèixer Ernesto Rossi, i va ser enviat confinat a Ponza. La Inspecció va treballar a l'ombra fins al desembre de 1930, quan l'agenzia Stefani va emetre, segons les indicacions del mateix Mussolini, la notícia que la secció especial OVRA de la Direcció General del PS havia «... descobert una organització clandestina que ordenava crims contra el règim».
La primera Inspecció Especial es va crear legítimament l'any 1926, quan encara no s'havien pronunciat les quatre lletres OVRA; Mussolini els nomenarà a finals de 1930 amb motiu d'una operació policial normal. En un discurs que va romandre famós (el «discurs de l'Ascensió» del 26 de maig de 1927 a la Cambra de Diputats) Mussolini va afirmar:
| « | Senyors: és hora de dir que la policia no només ha de ser respectada, sinó honrada, Senyors: és hora de dir que l'home, abans de sentir la necessitat de cultura, ha sentit la necessitat d'ordre: dir que el policia va precedir el professor d'història. (...) He d'assumir la tasca de governar la nació italiana durant 10 o 15 anys més. És necessari. El meu successor encara no ha nascut. | » |

### La reorganització i les «zones»
L'any 1930 es va institucionalitzar l'OVRA. Es van establir 10 zones OVRA (actives fins al 1943) que afectaven tot el territori nacional. La 1a zona OVRA, que comprenia tot el nord d'Itàlia, va ser encarregada per Bocchini a l'esmentat inspector Nudi. També es va mantenir en secret l'activitat investigadora i repressiva dels agents de l'OVA al territori des de la prefectura policial, que només tenia coneixement de l'actuació de l'OVRA quan passava a la fase executiva de l'operació, amb detencions i arrestos de antifeixistes. El seu naixement mai es va fer oficial i aquesta aura de misteri que l'envoltava feia que la seva acció es temés com a efectiva; de fet, a Itàlia regnava un ambient de prudència, per exemple en l'expressió de judicis sobre el feixisme, ja que es deia que les orelles de l'OVRA arribaven a tot arreu.

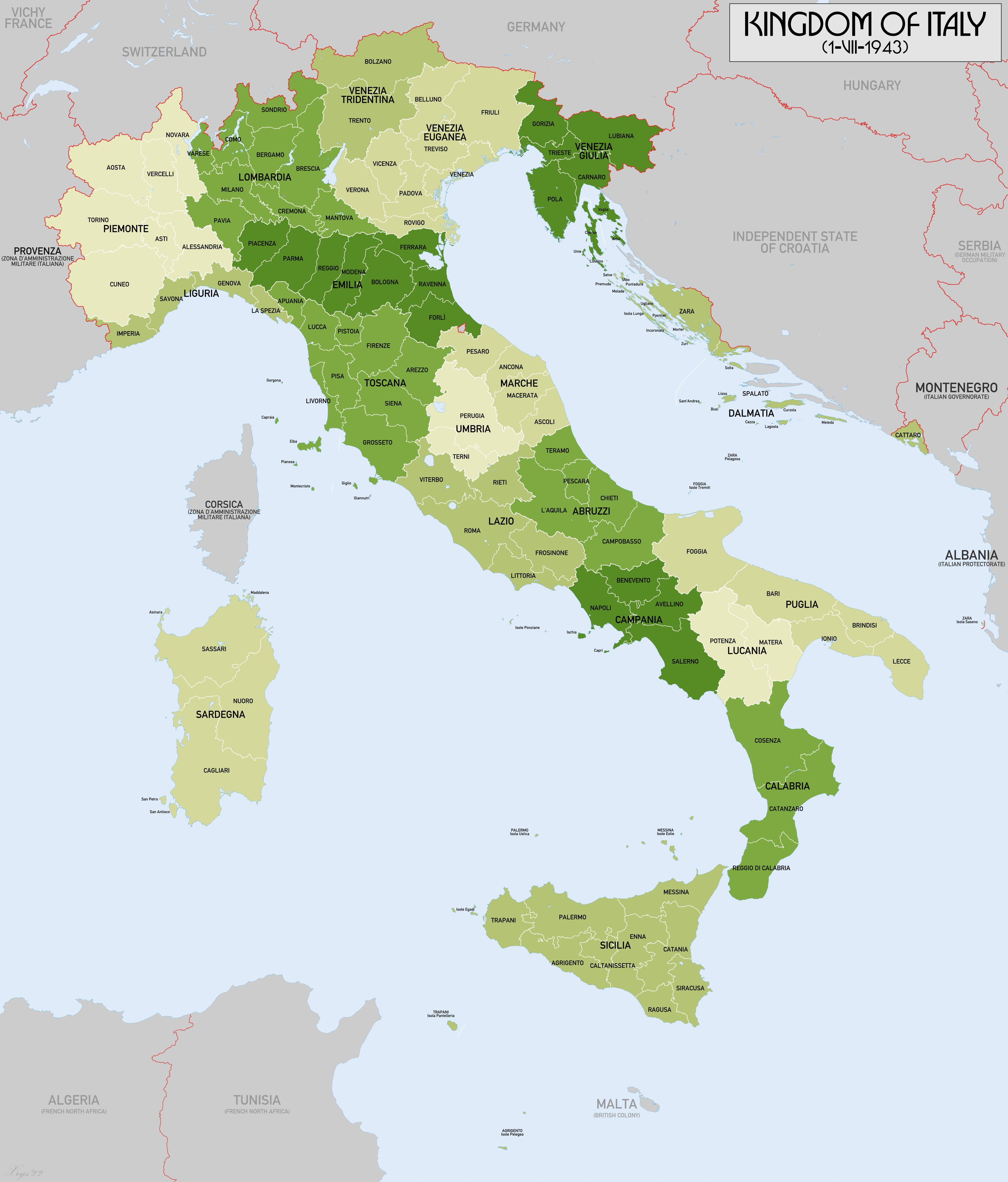
El Regne d'Itàlia, 1943

Per la seva eficiència, després del registre polític central, va resultar ser una de les eines més efectives per investigar i reprimir la dissidència política. Va ser tan invasiu que fins i tot va espiar Mussolini. També va operar a l'estranger, infiltrant-se espies entre els exiliats antifeixistes, de manera que quan un emissari antifeixista era enviat en secret a Itàlia no era estrany que la policia fos conscient de la seva identitat i dels objectius de la seva missió fins i tot abans de traslladar-se. També es va utilitzar en accions clandestines contra els antifeixistes a la Guerra Civil Espanyola. Salvatorelli observa com el creixement organitzatiu de l'OVRA va coincidir amb el declivi de les accions clandestines comunistes a Itàlia.
A l'Arxiu Central de l'Estat de Roma, es conserven en 20 sobres, amb correspondència que va del 1927 al 1944, que contenen documents confidencials que van del 1931 al 1943, documents dels quals es dedueix que les 11 Inspeccions Especials de l'OVRA eren les següents:
- 1927-1943: I ZONA OVRA - Milà (Vall d'Aosta, Piemont, Ligúria, Llombardia, Trentino-Alto Adige, Vèneto, Friuli-Venècia Júlia, esclusa la Venècia Júlia des del 1941).
- 1929-1943: II ZONA OVRA - Bolonya, (Emília-Romanya, Toscana fins al 1939, Marques).
- 1932-1942: III ZONA OVRA - Bari (Pulla, Basilicata, Calàbria fins al 1938).
- 1932-1942: IV ZONA OVRA - Avezzano (AQ) (Úmbria, Abruços, Molise).
- 1933-1943: V ZONA OVRA - Palerm (Sicília fins al 1940 e del 1941, després Sicília occidental de 1940 al 1941).
- 1937-1941: VI ZONA OVRA - Càller (Sardenya).
- 1938-1941: VII ZONA OVRA - Nàpols (Campània, Calàbria).
- 1939-1941: VIII ZONA OVRA - Florència (Toscana, Laci fins al 1941).
- 1941-1943: IX ZONA OVRA - Litoria (Laci).
- 1940-1941: X ZONA OVRA - Catània (Sicilia Oriental).
- 1941-1943: XI ZONA OVRA - Ljubljana (Venècia Júlia: província de Gorizia, Trieste, Ljubljana, Carnaro, Pulla), Governació de Dalmàcia: Província de Zara, Spalato, Cattaro).

### La Segona Guerra Mundial i la seva desaparició
L'OVRA es va dissoldre l'any 1943, amb la caiguda del feixisme, quan el director era Guido Leto, i es va reconstituir al territori de la República Social Italiana el 18 de setembre de 1943; es va dissoldre definitivament el 25 d'abril de 1945.

## El debat històric sobre el significat
No s'explicava el seu nom, se sol considerar com una abreviatura subjecta a diverses interpretacions: «Opera Volontaria per la Repressione dell'Antifascismo» (Obra voluntària per a la repressió de l'antifeixisme), «Organizzazione di Vigilanza e Repressione dell'Antifascismo» (Organització de vigilància i repressió de l'antifeixisme), «Organo di Vigilanza dei Reati Antistatali» (Òrgan de vigilància de delictesantiestatals).
Luigi Salvatorelli recorda, en el primer anunci de la seva creació, l'explicació següent: «Obra voluntària per a la repressió de l'antifeixisme, en la qual s'emfatitzaria el caràcter voluntari, informatiu, donant a conèixer als antifeixistes el risc de topar amb l'agent feixista voluntari en borghese».
També s'observa que l'acrònim o nom té una assonància amb «piovra» (pop roquer). Guido Leto, un dels homes clau del Ministeri de l'Interior durant el període feixista, va revelar al seu llibre Ovra (Cappelli, 1951, pàgina 52), que OVRA no corresponia a cap inicial. Va ser Benito Mussolini qui va encunyar la paraula com una derivació de «pop» per indicar una força policial en expansió que havia de mantenir tot el poble sota control. Mussolini estava convençut que el misteriós nom d'OVRA «... hauria despertat curiositat, por, una sensació de vigilància esquiva i omnipotencia». També segons Antonio Sannino, les quatre lletres OVRA no serien un acrònim ni sigles, sense cap significat. Haurien estat, literalment, inventats per Mussolini amb motiu d'una operació policial que no hauria tingut cap seguiment organitzatiu: l'OVRA com a organisme a part i diferent de la Policia de l'Estat mai no hauria existit i, molt menys, hi hauria hagut una policia secreta feixista. Durant la dècada del 1920, l'únic servei secret que funcionava legítimament, de nou segons Sannino, hauria estat el S.I.M. (Servizio informazioni militare, Servei d'intel·ligència militar), l'origen del qual va ser l'Oficina I (Informació) establerta l'any 1901. La S.I.M. era competència exclusiva de les Forces Armades i dels Carabinieri Reials, i tenia funcions de contraespionatge, és a dir, oposar-se als serveis secrets d'altres països i a l'espionatge. De fet, agents secrets militars estaven presents a totes les ambaixades italianes, però, donada l'estructura militar i monolítica de la S.I.M., mai va ser fàcil establir un límit entre el treball real de contraespionatge i el que es portava a terme en l'espionatge estranger.